# ホープウェル (バージニア州)
ホープウェル（英: Hopewell）は、アメリカ合衆国バージニア州の独立市である。人口は2万3033人（2020年）。
リッチモンド・ピーターズバーグ地域のピーターズバーグ市を中心とするトリシティーズ地域にあり、都市圏としてはリッチモンド都市圏に属している。アメリカ合衆国商務省経済分析局は統計上の目的でホープウェル市とプリンスジョージ郡を1つにしている。

## 歴史

### シティポイント
ホープウェル市はジェームズ川とアポマトックス川を見下ろす位置を生かして設立された。市内最古の部分であるシティポイントは、1613年にトマス・デール卿によって設立された。最初は「バミューダシティ」と呼ばれ、チャールズシティに改名され、チャールズシティ・ポイントとなり、最後に短縮されてシティポイントとなった。当時大西洋のバミューダ諸島はバージニア植民地の一部と見なされ、地図にも載っていた。現在ジェームズタウンには人が住んでいないので、シティポイントすなわちホープウェル市は、国内最古の継続して人が住むイングランド人開拓地となっている。
1634年、イングランド王チャールズ1世の命令で、バージニア植民地議会がバージニア植民地を最初の8つのシャイアに分け、その内の1つがチャールズシティ・シャイアとなり、そこにチャールズシティ・ポイントが含まれた。チャールズシティ・シャイアは1637年にチャールズシティ郡と呼ばれるようになった。1619年、この時はチャールズシティと呼ばれたシティポイントのサミュエル・シャープとサミュエル・ジョーダンが、植民地議会の最初の会合に出席した議員となった。
1703年、議会はチャールズシティ郡のジェームズ川より南の部分を分離して、プリンスジョージ郡を設立し、そこにシティポイントが含まれた。シティポイントは未編入の町だったが、1923年にホープウェル市がシティポイントを併合した。
南北戦争のピーターズバーグ包囲戦（1864年-1865年）のとき、北軍ユリシーズ・グラント将軍がシティポイントを作戦本部に使った。グラントの作戦本部は、エイブラハム・リンカーン大統領も訪れており、リチャード・エップスが所有する3つのプランテーションの1つ、アポマトックス・マナーにあった。エップスは開戦時に小麦などの穀物を栽培し、130人の奴隷を所有していた。
エップスの資産には今日のホープウェル市の大半と、シティポイントからはジェームズ川の対岸にあったプランテーションのエップス島が含まれていた。エップスの元奴隷であるリチャード・スローターが戦中に北軍の艦船に逃亡し、これにはエップスの奴隷130人のうちの118人が同行し、自由を選んだ。スローターは1936年に公共事業促進局のインタビューに答えて、その人生を語っていた。
1838年、シティポイントとピーターズバーグの間に建設されたシティポイント鉄道は、ピーターズバーグ包囲戦の間に重要な部分として使われた。現在はノーフォーク・サザン鉄道の一部となっているノーフォーク・アンド・ウェスタン鉄道では最古の区間と考えられている。

### ホープウェル農園
エップスのプランテーションの一部だったホープウェルは1914年にデュポン・カンパニーによって「ホープウェル農園」として開発された。プリンスジョージ郡内では未編入領域だった。デュポンはまずそこにダイナマイト工場を建設し、続いて第一次世界大戦の時にはニトロセルロースの製造に切り替えた
ホープウェルは1915年の大火でほとんどが灰燼に帰したが、その後に繁栄を遂げ、「奇跡の都市」と呼ばれるようになった。州内の他の都市とはことなり、ホープウェルは町として法人化されたことが無く、1916年にいきなり独立市として法人化された。
第一次世界大戦後にデュポンがホープウェルを放棄し、工場を他所に移し他の製品に特化した後で、1923年までホープウェルはゴーストタウン化していた。この年、チューバイズ・コーポレーションが元デュポンの敷地に工場を建設した。同年、ホープウェル市は隣接するシティポイントを併合し、拡大と繁栄の道を開いた。チューバイズの工場は後にファイアストンが買収し、同社はその後ホープウェル市の主要雇用主となった。アライド・ケミカル・アンド・ダイ・コーポレーションとハーキュールズ・ケミカルも、元デュポンの敷地に工場を建設した。

### 1935年のバス事故
1935年12月22日、ホープウェル市域のすぐ外、州道10号線がアポマトックス川を渡る所にあった跳ね橋で、1台のバスが開いた橋に突っ込んだ。バスの乗客乗員15人のうち1人のみが生き残った。この橋の代替として、2径間のチャールズ・ハーダウェイ・マークス橋がその傍に建設された。

### 現代
ホープウェル市には、ハネウェル・コーポレーション、ハーキュールズ・ケミカル、ゴールドシュミット・ケミカルの所有する大規模化学工場と、スマーフィット・ストーン・コンテナ・コーポレーション（近年ロック・テンが買収）の所有する製紙工場がある。このような工場によって、市と住民は長年多くの環境問題に対処することが求められた。特にこの工業の影響について学ぶようになってからはなおさらだった。1970年代のケポン問題は全国の注意を集めた。
1977年2月24日夜明け後、ジェームズ川の水先案内人が指導して出港していたタンカーのS・S・マリーン・フロリディアンの舵が効かなくなり、水路を逸れ、ホープウェル市の東にあるベンジャミン・ハリソン記念橋に衝突した。この事故で橋が大きく損傷し、数か月間閉鎖された。
ホープウェル市は現在も重要な工業都市だが、工場の閉鎖、再開発の失敗、住宅事情の変化、環境対策の負担などによる就職機会の減少という苦しみを味わってきている。1960年代から1970年代に郊外地が拡張した時期に、市内の中流階級はプリンスジョージ郡やチェスターフィールド郡の新しい宅地を求めて流出した。市内の住宅は小さく古い賃貸物件が多く、その多くは第一次世界大戦中にデュポン社が工場労働者のために急ごしらえで建設したものや、低収入者のための住宅だった。
ホープウェル市は中心街のジェームズ川とアポマトックス川のウォーターフロント地域、シティポイント歴史地区、さらに長く空き地になっている工場用地など、再開発を奨励してきた。第一次世界大戦中の工業都市として急速に建設されたので、デュポン社が「A村」、「B村」と呼んだ区画に建てられた数多い出来あい住宅があった。市内にはシアーズ・カタログ・ホームの生き残りがあり、ガイド無しのツアーで外観を見学できる。また多くのアラディン・キット・ホームもある。一時期は国内最多だった。住民が新しい家屋に移転したので、あラディン・ホームは放棄されて腐朽し、多くは解体された。
ホープウェル市は1994年からイギリスのケント州アシュフォードと姉妹都市を結んでいる。
2012年後半、凶悪犯罪の発生率で州内最高レベルにあると報告された。
2010年9月、元ファイアストーンの工場があった場所に建設されたばかりのエタノール工場で爆発が続いた。爆発が起きたときは、まだフル稼働の状態ではなかった。人命は失われなかったが、工場所有者のオーセージ・バイオエナジーが工場を売却すると発表した。このエタノール工場は操業されることが無く、仕事も税収ももたらさなかった。2013年時点で工場は放棄されたままであり、市は未払い資産税の支払いを求めて訴訟を起こしている。

## 地理
アメリカ合衆国国勢調査局に拠れば、市域全面積は10.8平方マイル (28 km2)であり、このうち陸地10.2平方マイル (26 km2)、水域は0.6平方マイル (1.6 km2)で水域率は5.36%である

### 地区
- シティポイント、1923年に併合
  - シティポイント国立墓地

### 隣接する郡
- チェスターフィールド郡 - 北
- プリンスジョージ郡 - 東、南、西
- チャールズシティ郡 - 北東

### 国立保護地域
- ピーターズバーグ国立戦場跡公園（部分）

## 人口動態

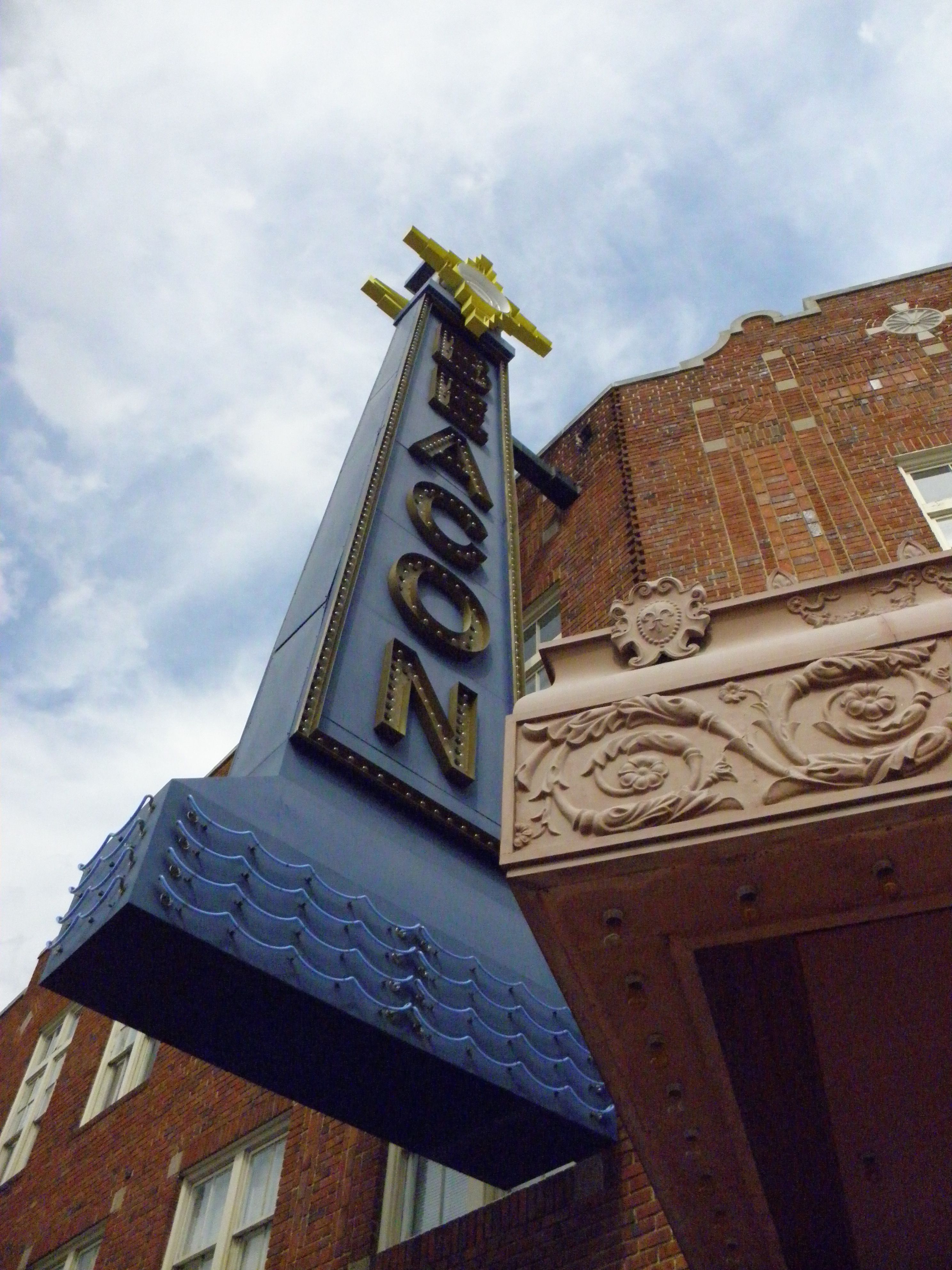
部分改修されたビーコン劇場、ホープウェル市中心街

以下は2000年国勢調査による人口統計データである。
| 基礎データ - 人口: 25,601人 - 世帯数: 9,055 世帯 - 家族数: 6,075 家族 - 人口密度: 843人/km2（2,182人/mi2） - 住居数: 9,749軒 - 住居密度: 368軒/km2（952軒/mi2） 人種別人口構成 - 白人: 47.1% - アフリカン・アメリカン: 43.5% - ネイティブ・アメリカン: 0.4% - アジア人: 0.8% - 太平洋諸島系: 0.1% - その他の人種: 1.2% - 混血: 1.8% - ヒスパニック・ラテン系: 3.7% 年齢別人口構成 - 18歳未満: 26.7% - 18-24歳: 9.1% - 25-44歳: 28.6% - 45-64歳: 21.0% - 65歳以上: 14.6% - 年齢の中央値: 35歳 - 性比（女性100人あたり男性の人口） - 総人口: 87.7 - 18歳以上: 82.2 | 世帯と家族（対世帯数） - 18歳未満の子供がいる: 32.1% - 結婚・同居している夫婦: 40.6% - 未婚・離婚・死別女性が世帯主: 21.2% - 非家族世帯: 32.9% - 単身世帯: 27.6% - 65歳以上の老人1人暮らし: 11.2% - 平均構成人数 - 世帯: 2.43人 - 家族: 2.94人 収入と家計 - 収入の中央値 - 世帯: 33,196米ドル - 家族: 38,043米ドル - 性別 - 男性: 30,835米ドル - 女性: 23,398米ドル - 人口1人あたり収入: 16,338米ドル - 貧困線以下 - 対人口: 14.9% - 対家族数: 12.5% - 18歳未満: 21.6% - 65歳以上: 10.4% |

## ホープウェル公共教育学区
ホープウェル公共教育学区には以下の学校がある。
- ホープウェル高校
- カーター・G・ウッドソン学校（中学校）
- デュポン小学校
- ハリー・E・ジェイムズ小学校
- パトリック・コープランド小学校

すべての学校はバージニア州教育委員会と南部カレッジ・学校協会の認証を受けている。
拘置所
- ウッドローン・クリスチャン学習センター（低学年児童教育センターも兼ねる）
- リード・センター、周辺郡も利用可能

チャータースクール
- アポマトックス芸術・工業ガバナーズスクールピーターズバーグ校、入学審査を経て9年生から入学

## 著名な出身者
- セカ、本名ドロシア・ハンドレー、ポルノ女優、ホープウェル高校卒業

## メディア
「ザ・ホープウェル・ニューズ」はランカスター・マネジメント社が運営し、発行部数8,000部、週3回発行の地元行事を報道する新聞である。約80年間、月曜日から金曜日まで発行の夕刊紙だった。発行部数の減少と収入減に直面し、週3回発行（月曜日、水曜日、金曜日）に削減し、さらに週2回発行（火曜日、金曜日）に減らした。2010年秋に週3回発行（火曜日、木曜日、土曜日）に戻した。現在は姉妹紙である「ザ・ニューズ・パトリオット」と合併し、内側の紙面を「ホープウェル・ニューズ/ニューズ・パトリオット」とし、ウェブサイトのバナーも「ホープウェル・ニューズ & パトリオット」としている。